# Марія Полиняк-Лисогір
Марія Полиняк-Лисогір (8 жовтня 1917, Шемокін, штат Пенсільванія, США — 13 червня 2004, Орландо, штат Флорида, США) — американська оперна співачка українського походження (ліричне сопрано).

## Життєпис
Вокальну освіту здобула у Нью-Йорку: приватно брала уроки співу в професора Ф. Форде та Л. Карсон, навчалася у Джульярдській музичній школі. Від 1938 — солістка «Сіті-Сентер-Опера» у Нью-Йорку. Виступала на оперних сценах США, зокрема в українських оперних ансамблях. У репертуарі — твори українських композиторів М. Лисенка, С. Гулака-Артемовського, М. Гайворонського, В. Барвінського, С. Людкевича та ін.
Гастролювала у містах США, Канади, Америки та Європи. Мала записи на грамплатівках.
Була одружена з Лисогором Ільковичем (1911—2006), президентом СКУ (1969—1971).
У 2006 році прах співачки перепоховано на цвинтарі «Індіянтавн Геп» у Пенсильванії.

## Виконавиця партій
- Оксана («Запорожець за Дунаєм» С. Гулака-Артемовського);
- Ганна («Утоплена» М. Лисенка);
- Катерина (однойм. опера М. Аркаса);
- Мікаела («Кармен» Ж. Бізе);
- Віолетта, Джільда («Травіата», «Ріголетто» Дж. Верді);
- Баттерфляй («Мадам Баттерфляй» Д. Пуччині);
- Лючія («Лючія ді Ламмермур» Г. Доніцетті);
- Розіна («Весілля Фіґаро» В.-А. Моцарта).